# نقل الأعراس إلى داخل قناة فالوب
نقل الأعراس أو الأمشاج داخل قناة فالوب (GIFT) (بالإنجليزية: Gamete intrafallopian transfer)‏ هو إحدى تقنيات التلقيح بالمساعدة المستخدمة لعلاج العقم. حيث تُستخرج البويضات من مبيض الزوجة، وتُوضع في إحدى قناتي فالوب مع نقل الحيوانات المنوية من زوجها إليها.
هذه التقنية التي جربها العالِمَين باتريك ستيبتو وروبرت إدواردز لأول مرة  وطورها وطبقها لاحقًا عالم الغدد الصماء ريكاردو أش، تسمح بالتخصيب داخل رحم المرأة.
مع التقدم في عمليات التلقيح الصناعي IVF، أصبح استخدام GIFT بشكل أقل حيث تميل معدلات الحمل في التلقيح الاصطناعي IVF إلى أن تكون متساوية أو أفضل ولا تتطلب تنظير البطن عند إعادة البويضة.

## طريقة الإجراء
يستغرق الأمر في المتوسط من أربعة إلى ستة أسابيع لإكمال دورة GIFT.
- أولاً، يجب على المرأة تناول دواء محرض الإباضة لتحفيز إنتاج البويضات في المبايض وسيراقب الطبيب نمو جريبات المبيض، وبمجرد أن تنضج، ستُحقن المرأة بموجهة الغدد التناسلية المشيمائية البشرية (HCG).
- ثانياً، سيتم جمع البويضات بعد 36 ساعة تقريبًا، وخلطها مع الحيوانات المنوية للرجل ومن ثم إعادتها إلى إحدى قناتي فالوب باستخدام منظار البطن.

## الاستطبابات
يجب أن يكون لدى المرأة قناة فالوب عادية واحدة على الأقل حتى تكون GIFT مناسبة لها. حيث يتم استخدامه في حالات العقم بسبب خلل في الحيوانات المنوية، أو أن يكون الزوجان يعانيان من عقم مجهول السبب (لسبب غيرمعروف). وقد يفضل بعض المرضى هذا الإجراء على أطفال الأنابيب أو ما يسمى التلقيح الاصطناعي أو الإخصاب في المختبر IVF لأسباب أخلاقية، لأن الإخصاب يتم داخل الجسم.
هذا الإجراء شبه جراحي ويتطلب تنظير البطن.

## معدلات النجاح
كما هو الحال مع معظم إجراءات الخصوبة، يعتمد النجاح على عمر الزوجين وجودة بويضة المرأة. تشيرالتقديرات إلى أن ما يقرب من 25-30٪ من دورات GIFT تؤدي إلى الحمل ، مع كون ثلث هؤلاء يحملون بتوأمين أو ثلاثة توائم، وما إلى ذلك.
كان أول طفل ناتج عن هذا الإجراء في المملكة المتحدة UK هو تود هولدن Todd Holden المولود في الشهر العاشر أكتوبر 1986. وأول طفل في الولايات المتحدة USA كانت كيتلين كيلي Kaitlynne Kelley ولدت في 28 نيسان أبريل 1987. ولكن تم إجراء أول تطبيق لهذه الطريقة في أمريكااللاتينية في الأرجنتين في 13 أيار مايو 1986، بقيادة الدكتور ريكاردو أش، وتم الانتهاء من العلاج بنجاح مع ولادة Manuel Campo Lopez مانويل كامبو لوبيز.
أما في فنزويلا فقد كان أول ثلاثة أطفال توائم هم لويس هيرنانديز وروزا هيلينا هيرنانديز ولويزا هيرنانديز، الذين ولدوا في 24 حزيران يونيو 1987 باستخدام طريقة GIFT.

## مشكلات وأخلاقيات بيولوجية
إن نقل البويضة وتخصيبها داخل قناة فالوب ليس هو نفسه إجراء الإخصاب في المختبر IVF من الناحية الفنية لأنه مع الـ GIFT يحدث الإخصاب داخل الجسم، وليس في طبق بتري. ومع ذلك، فإن بعض علماء اللاهوت الأخلاقيين الكاثوليك قلقون من هذه الطريقة لأنهم يعتبرون هذا بديلاً عن العلاقة الزوجية، وبالتالي فهو غير أخلاقي ".